# Yandy Díaz
Yandy Díaz Fernández  (nacido en Sagua la Grande, Cuba; el 8 de agosto de 1991) es un Tercera base, Segunda base y jardinero Cubano de béisbol profesional que jugó para los Leones del Caracas de la Liga Venezolana de Béisbol Profesional (LVBP). Actiualmente miliita en Tampa Bay Rays de la Major League Baseball